# 선상열석

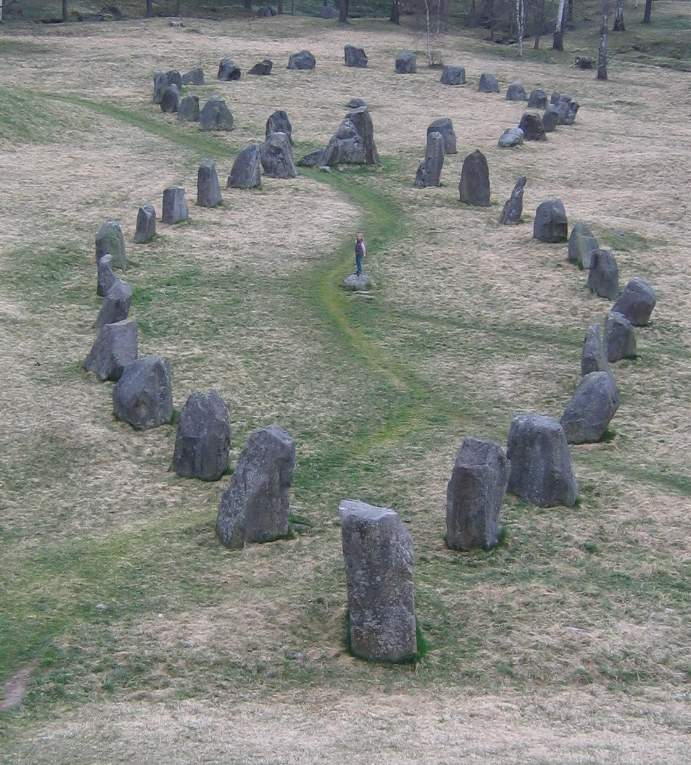
아눈드 무덤의 선상열석

선상열석(船狀列石, stone ship setting)은 게르만족 특유의 초기 매장관습이다. 주로 스칸디나비아에서 발견되지만 독일 북부 및 발트 징겨에서도 발견된다. 무덤을 가운데 두고 돌덩어리 또는 돌판들이 선박의 모양을 이루면서 무덤을 둘러싸는 형태를 하고 있다.

## 같이 보기
- 선돌